# Amphicontus minutus
Amphicontus minutus är en ormstjärneart som beskrevs av Hill 1940. Amphicontus minutus ingår i släktet Amphicontus och familjen trådormstjärnor. Inga underarter finns listade i Catalogue of Life.